# Commune rurale de Mikkeli
La commune rurale de Mikkeli (finnois : Mikkelin maalaiskunta) est une ancienne municipalité de Savonie du Sud en Finlande,.

## Histoire
La commune rurale de Mikkeli entourait la ville de Mikkeli. 
Au début 2001, la commune rurale de Mikkeli et Anttola ont fusionné avec la ville de Mikkeli.
Au 1er janvier 2000, la superficie de la commune rurale de Mikkeli était de 972,7 km2 et au 31 décembre 2000 elle comptait 11 988 habitants.
Les communes voisines de la commune rurale de Mikkeli étaient Mikkeli, Anttola, Haukivuori, Hirvensalmi, Juva, Kangasniemi, Mäntyharju et Ristiina.